# 田部村 (岩手県)
田部村（たべむら）は、昭和30年（1955年）まで岩手県二戸郡の南東部にあった村。現在の岩手郡葛巻町田部にあたる。

## 地理
- 山：就志森 (769.8m)
- 河川：馬淵川

## 沿革
- 明治22年（1889年）4月1日 - 町村制施行にともない、田野村と冬部村が合併して田部村が発足。姉帯村と組合村を形成。
- 昭和23年（1948年）1月1日 - 姉帯村との組合村を解消。
- 昭和30年（1955年）7月15日 - 岩手郡葛巻町・江刈村と合併し、新制の葛巻町となる。

## 行政
- 歴代村長

姉帯・田部組合村長
姉帯村の項を参照のこと
田部村長
| 代    | 氏名     | 就任                      | 退任                      | 備考         |
| ----- | -------- | ------------------------- | ------------------------- | ------------ |
| 1     | 下又清   | 昭和23年（1948年）2月16日 | 昭和24年（1949年）5月8日  |              |
| 2 - 3 | 觸澤次郎 | 昭和24年（1949年）6月9日  | 昭和30年（1955年）7月14日 | 元・組合村長 |